# Jüdischer Friedhof (Syke)
Der Jüdische Friedhof Syke ist ein gut erhaltener jüdischer Friedhof in Syke (Landkreis Diepholz, Niedersachsen). Er ist ein geschütztes Kulturdenkmal.

## Beschreibung
Der Friedhof befindet sich in Syke zwischen der Hohen Straße und der Lindhofhöhe inmitten eines neueren Wohngebietes. Der von einer Hecke umgebene Friedhof hat eine Größe von ca. 800 m² und liegt auf einem Plateau über einem Hang. Auf ihm befinden sich 35 Grabsteine für verstorbene Juden.
Zwei Grabsteine mit der Inschrift „sieben unbekannte russische Kriegsgefangene“ markieren die Gräber von 14 sowjetischen Kriegsgefangenen, die während des Zweiten Weltkrieges auf dem Friedhof in zwei Sammelgräbern bestattet worden sind. Sie stammen vermutlich aus dem Arbeitskommando 6039 Wachendorf des Stalag XC Nienburg.
Träger des Friedhofs ist der Landesverband der Jüdischen Gemeinden von Niedersachsen. Zuständig für die Pflege ist die Stadt Syke.

Friedhofseingang im Wohngebiet
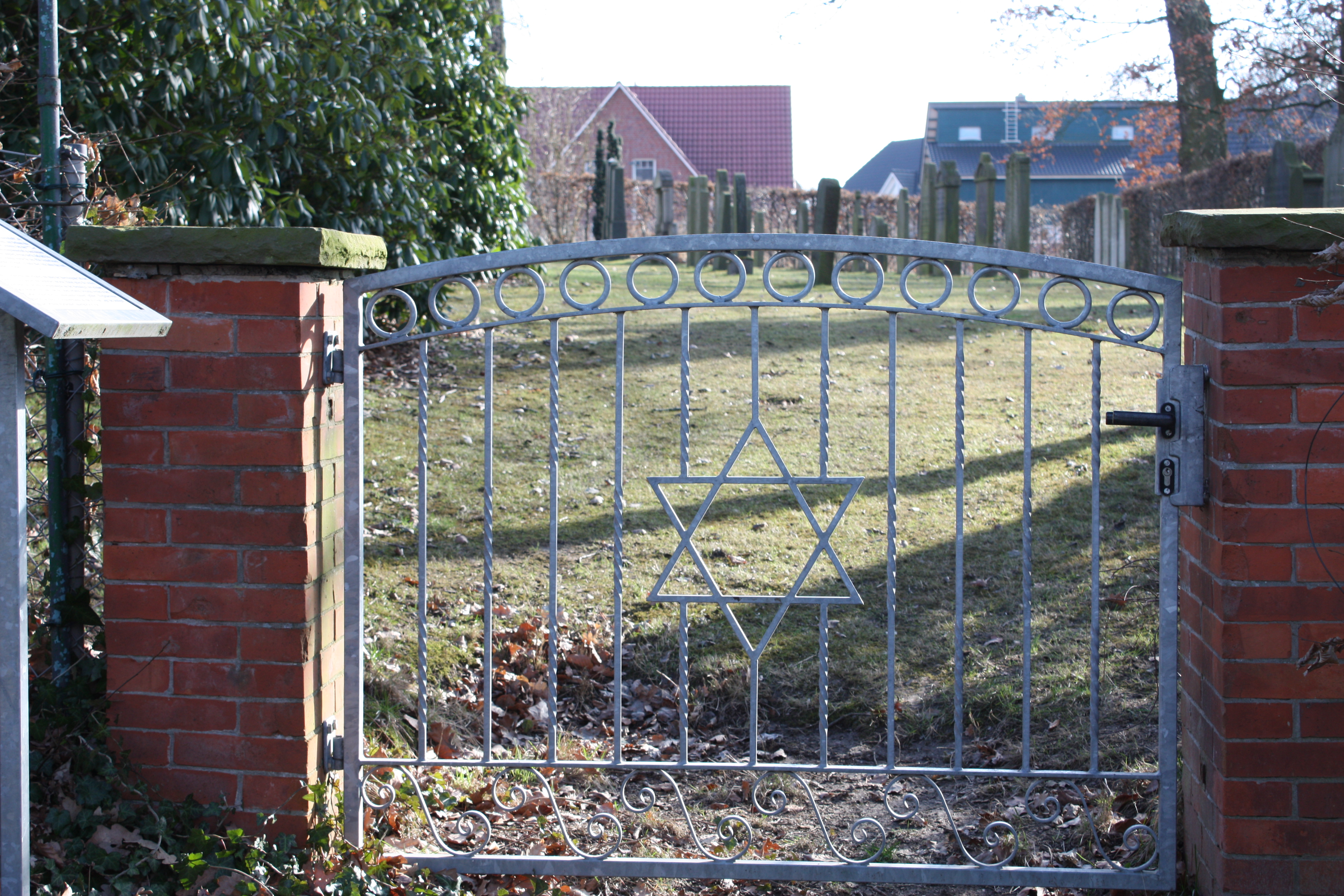
Eingangstor
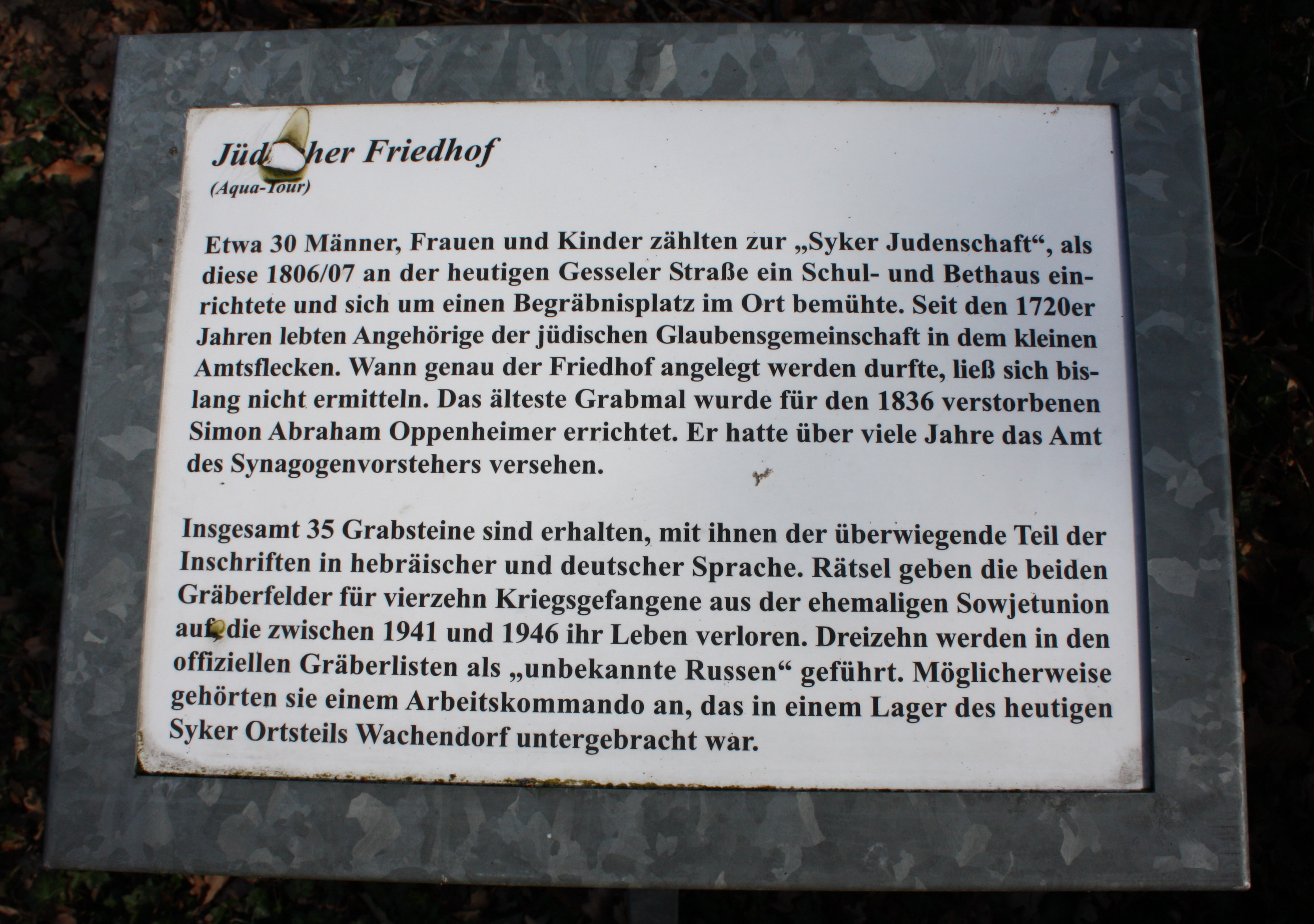
Informationstafel

## Geschichte
Angelegt worden ist der Friedhof ca. 1835. Vorher waren die verstorbenen Syker Juden auf dem ca. 20 km entfernten Jüdischen Friedhof in Hoyerhagen (heute: Stadt Hoya, Landkreis Nienburg) bestattet worden. Der älteste Grabstein ist auf das Jahr 1836 datiert, der jüngste auf das Jahr 1935. Es sind auch jüdische Einwohner aus Brinkum bestattet worden.
Am 4./5. April 2002 wurde der Friedhof geschändet: Mit roher Gewalt wurden elf Grabsteine quer durchgebrochen, drei umgestürzt und einer schräg gestellt. Die Zerstörungen und Beschädigungen sind inzwischen behoben.